# بانک شاهی تبریز
بانک شاهی تبریز (به انگلیسی: The Imperial Bank of Tabriz) اولین بانک شمال غرب کشور به‌شمار می‌رفت که بنای آن در کوی اهراب و برق لامع تبریز واقع گردیده‌است.
ساختمان بانک شاهی تبریز با پیروی از طراحی شعبه مرکزی ساختمان بانک شاهی تهران به سبک رمانکس طراحی شده و بنای آن با آجرفشاری نماکاری شده‌است.
به نقل از روابط عمومی بانک تجارت، رایزنی برای تملک و ثبت ملی باغ بنکداریان اقدام شده که با همکاری شهرداری کلانشهر تبریز و سازمان میراث فرهنگی، صنایع دستی و گردشگری درپی مصالحه با مالک آن هستیم.

## تاریخچه

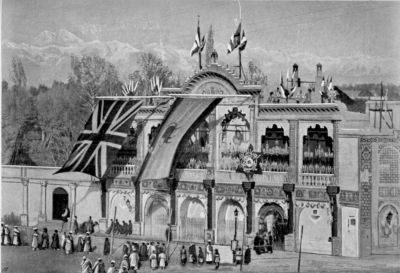
ساختمان نخستین بانک شاهنشاهی ایران با پرچم دولت‌های ایران و بریتانیای کبیر

پیرو مکتوبه‌های تاریخدان آذربایجانی دکتر میمنت نژاد این ساختمان محل اقامت کنسول روسیه در تبریز بوده که بعداز سقوط حکومت تزاری در اختیار دولت ایران قرار گرفت.
به نقل از بهروز خاماچی در پی اوضاع آشفته جنگ با شوروی این ساختمان مدتی هم به عنوان بیمارستان شیر و خورشید مورد استفاده قرارگرفته است.
شهر تبریز در پی قرار گرفتن در مسیر جاده ابریشم اهمیت زیادی برای بازرگانان داشته و اسکناس‌های بانک شاهنشاهی تبریز به‌عنوان عامل رشد و تعالی دادوستد تجار به‌شمار می‌رفت.

## نگارخانه

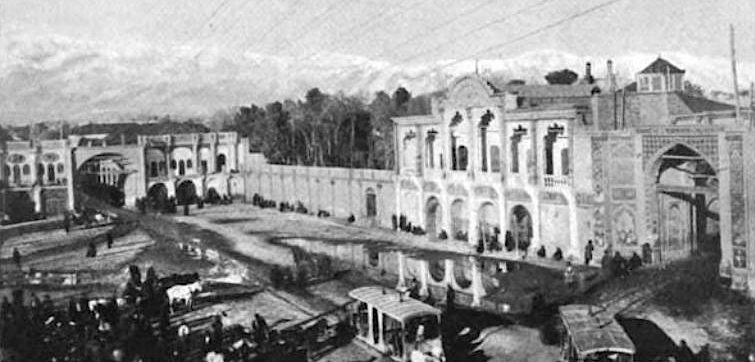
بانک شاهی در تهران (سمت راست) سال ۱۹۱۰ میلادی
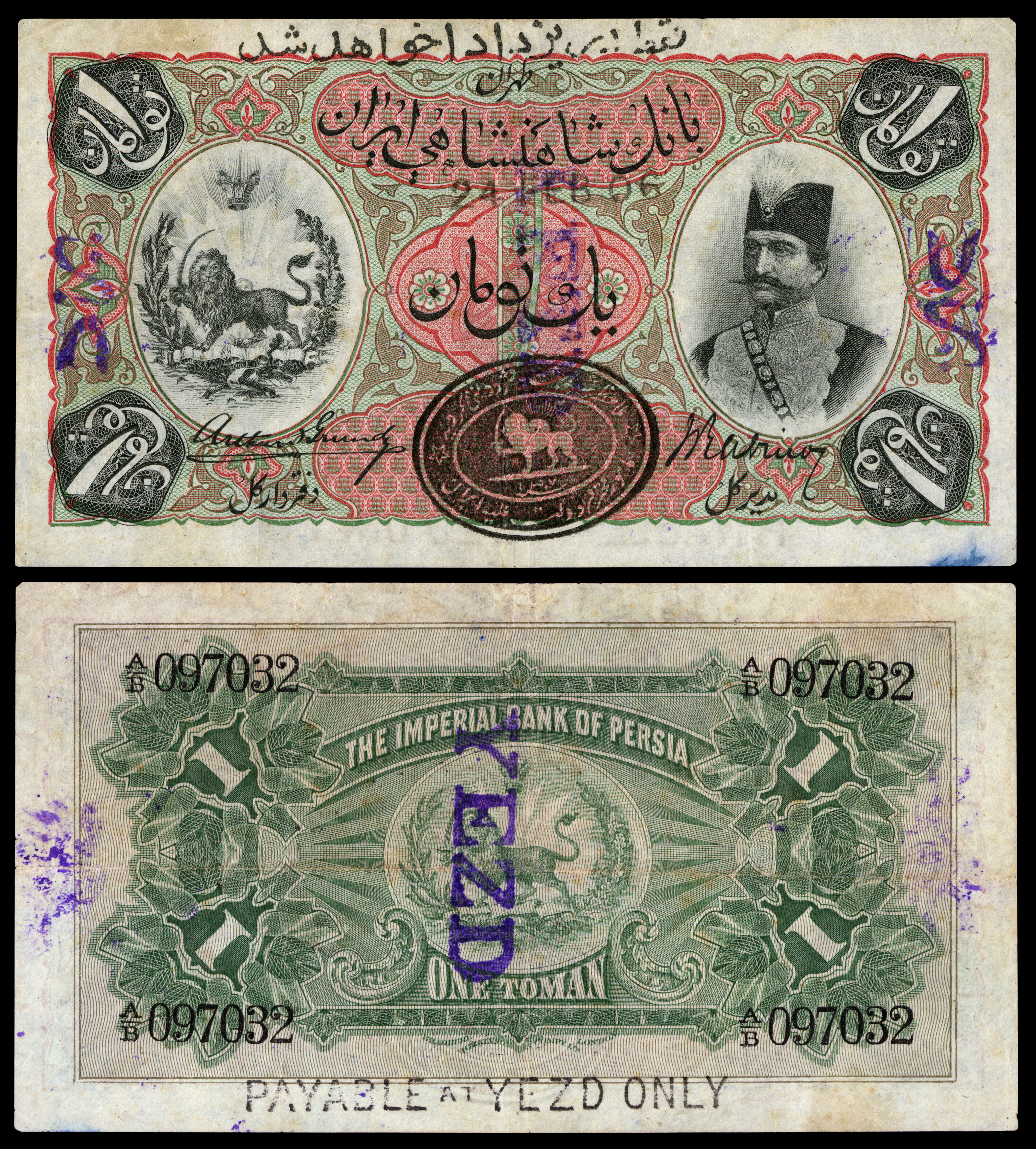
اسکناس یک تومانی متعلق به ۱۲۸۵ خورشیدی. اسکناسها گاهی در سراسر ایران دارای اعتبار نبودند و بر روی اسکناس مهر «فقط در یزد ادا خواهد شد» چاپ شده‌است
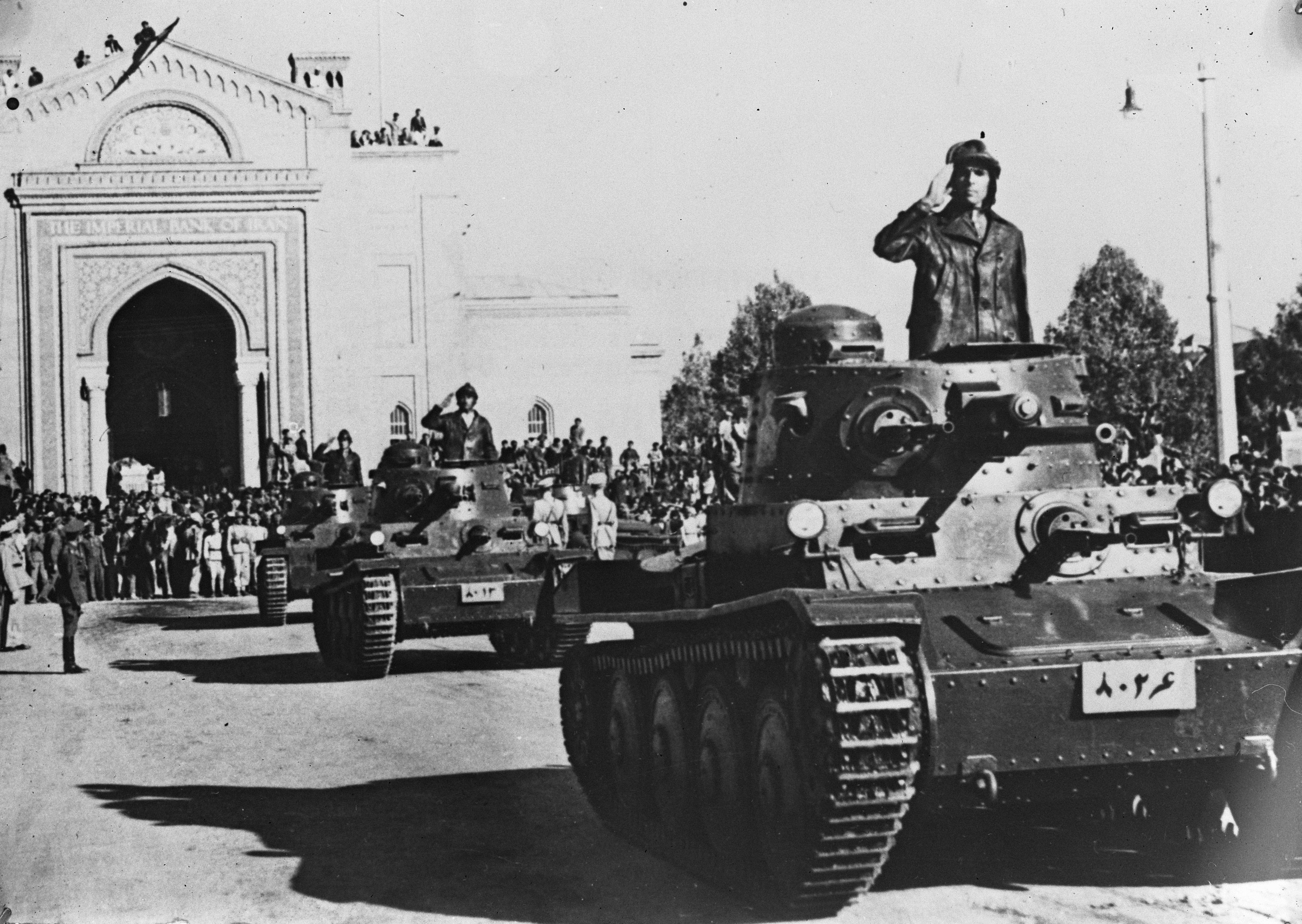
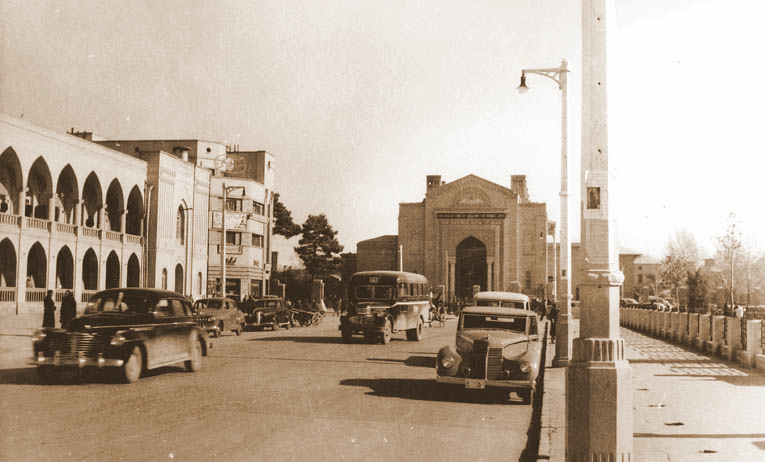
عمارت خورشید وعمارت شهرداری تهران دریک قاب